# Stromy ve Vintířovském parku
Stromy ve Vintířovském parku je skupina sedmi, v době vyhlášení devíti památných stromů. Z toho dva jsou duby zimní (Quercus petraea), jeden je buk lesní (Fagus sylvatica), jeden je ořešák černý (Juglans nigra), dva jsou jírovce maďaly (Aesculus hippocastanum) a jedna je lípa malolistá (Tilia cordata). Jeden buk lesní červenolistý (Fagus sylvatica 'Purpurea' ) zanikl v roce 2005, jeden jasan zimnář (Fraxinus ornus) byl skácen v roce 2001.
Rostou v Doupovských horách v nadmořské výšce 330 m při pravém břehu Vintířovského potoka v parku zámku Vintířov ve Vintířově, části obce Radonice v okrese Chomutov v Ústeckém kraji.

## Základní údaje
Obvody kmenů měří od 243 do 574 cm, koruny stromů dosahují do výšky od 19,5 do 25 metrů (měření 2009). V roce 2009 bylo stáří stromů odhadováno od 80 do 300 let.
Stromy jsou chráněné od roku 1986 jako dendrologicky cenné taxony, ochrana genofondu a stromy s významným vzrůstem.

## Stromy v okolí
- Lípa u Vintířova
- Radonický javor
- Radonická lípa